# 王仁曼芭蕾舞学校

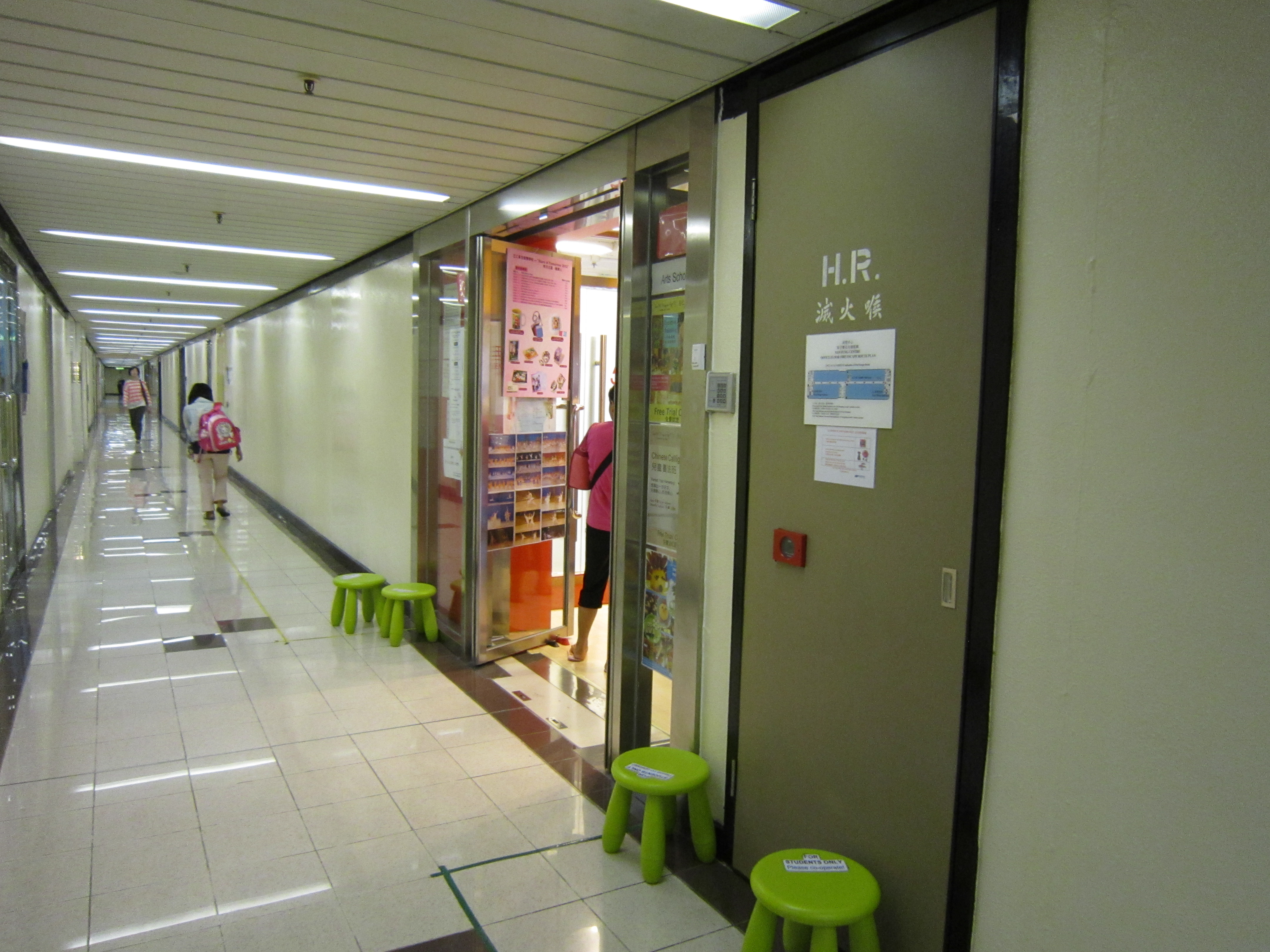
王仁曼芭蕾舞學校荃灣分校

王仁曼芭蕾舞學校是一所以香港為基地的芭蕾舞學校，於1960年由舞蹈家王仁曼在香港創立，現於香港、北京及上海共有八所分校。除古典芭蕾舞外，亦設有中國舞、社交舞及爵士舞等課程。

## 外部連結
- 王仁曼芭蕾舞學校《明日之星大匯演2011》